# Trichosanthes neoguineana
Trichosanthes neoguineana är en gurkväxtart som beskrevs av C.H.Yueh och Lu Q.Huang. Trichosanthes neoguineana ingår i släktet Trichosanthes och familjen gurkväxter. Inga underarter finns listade i Catalogue of Life.